# Akiko
Akiko ist ein weiblicher japanischer Vorname.

## Herkunft und Bedeutung
Die wortwörtliche Übersetzung der beiden japanischen Schriftzeichen bedeuten:(明) aki = Herbst und (子) ko = Kind.
Der Name Akiko bedeutet „Kind des Herbstes“ bzw. „Herbstkind“ oder strahlendes Kind.

## Bekannte Namensträgerinnen
- Akiko Akazome (1974–2017), japanische Schriftstellerin
- Akiko Baba (* 1928), japanische Schriftstellerin und Literaturwissenschaftlerin
- Akiko Dōmoto (* 1932), japanische Politikerin
- Akiko Grace  (* 1973),  japanische Jazzpianistin
- Akiko Hayakawa (* ?), ehemalige japanische Fußballspielerin
- Akiko Itoyama (* 1966),  japanische Schriftstellerin
- Akiko Iwasaki (* 1970), japanisch-amerikanische Immunologin
- Akiko Kamei (* 1965), japanische Politikerin
- Akiko Kawase (Schwimmerin) (* 1971), japanische Synchronschwimmerin
- Akiko Kawase (Synchronsprecherin) (* 1980), japanische Synchronsprecherin
- Akiko Kijimuta (* 1968), japanische Tennisspielerin
- Akiko Koyama (* 1935), japanische Schauspielerin
- Anne Akiko Meyers (* 1970), US-amerikanische Violinistin
- Akiko Morigami (* 1980), ehemalige japanische Tennisspielerin
- Akiko Nakajima (* 1975), japanische Opernsängerin
- Akiko Niwata (* 1984), ehemalige japanische Fußballspielerin
- Akiko Ōmae (* 1993), japanische Tennisspielerin
- Akiko Santō (* 1942), japanische Politikerin
- Akiko Sekiwa (* 1978), japanische Curlerin
- Akiko Sudō (* 1984), ehemalige japanische Fußballspielerin
- Akiko Sugiyama (* ?), Politikerin in Palau
- Akiko Tsuruga (* ?), japanische Soul-Jazz-Musikerin
- Akiko Wakabayashi (* 1941), japanische Schauspielerin
- Akiko Yajima (* 1967), japanische Synchronsprecherin (Seiyū)
- Akiko Yosano (1878–1942), japanische Dichterin
- Akiko Yoshida (* 1976), japanische Sängerin